# Sam Anderson
Sam Anderson (Wahpeton, 2 aprile 1947) è un attore statunitense.
È noto soprattutto per aver interpretato il medico Dr. Jack Kayson in E.R. - Medici in prima linea e il dentista Bernard Nadler in Lost.
È sposato dal 1985 con Barbara A. Hancock da cui ha avuto due figli gemelli.

## Filmografia parziale

### Cinema
- La Bamba, regia di Luis Valdez (1987)
- Critters 2 (Critters 2: The Main Course), regia di Mick Garris (1988)
- Arma non convenzionale (Dark Angel), regia di Craig R. Baxley (1990)
- Avventure di un uomo invisibile (Memoirs of an Invisible Man), regia di John Carpenter (1992)
- Forrest Gump, regia di Robert Zemeckis (1994)
- Il terrore dalla sesta luna (The Puppet Masters), regia di Stuart Orme (1994)
- Hard Night (Permanent Midnight), regia di David Veloz (1998)
- Come l'acqua per gli elefanti (Water for Elephants), regia di Francis Lawrence (2011)
- La stirpe del male (Devil's Due), regia di Matt Bettinelli-Olpin e Tyler Gillett (2014)
- Ouija - L'origine del male ( Ouija: Origin of Evil), regia di Mike Flanagan (2016)
- La ragazza della palude (Where the Crawdads Sing), regia di Olivia Newman (2022)

### Televisione
- WKRP in Cincinnati – serie TV, 4 episodi (1979-1981)
- A cuore aperto (St. Elsewhere) – serie TV, episodio 1x18 (1983)
- T.J. Hooker – serie TV, episodio 3x19 (1984)
- Hill Street giorno e notte (Hill Street Blues) – serie TV, episodio 5x11 (1984)
- Dallas – serie TV, episodi 8x22-8x29 (1985)
- Magnum, P.I. – serie TV, episodio 5x19 (1985)
- Un salto nel buio (Tales from the Darkside) – serie TV, episodio 1x22 (1985)
- 21 Jump Street – serie TV, episodio 2x22 (1988)
- Star Trek: The Next Generation – serie TV, episodio 2x12 (1989)
- Alien Nation – serie TV, episodio 1x09 (1989)
- Genitori in blue jeans (Growing Pains) – serie TV, 10 episodi (1986-1992)
- Balki e Larry - Due perfetti americani (Perfect Strangers) – serie TV, 37 episodi (1986-1992)
- La famiglia Brock (Picket Fences) – serie TV, 7 episodi (1992-1995)
- La signora in giallo (Murder, She Wrote) – serie TV, 4 episodi (1993-1996)
- L'ombra dello scorpione (The Stand) – miniserie TV, 3 puntate (1994)
- E.R. - Medici in prima linea (ER) – serie TV, 20 episodi (1994-2007)
- Millennium – serie TV, episodio 1x06 (1996)
- Jarod il camaleonte (The Pretender) – serie TV, episodio 2x03 (1997)
- X-Files (The X-Files) – serie TV, episodio 5x18 (1998)
- Friends – serie TV, episodio 5x03 (1998)
- Ally McBeal – serie TV, episodio 2x11 (1999)
- West Wing - Tutti gli uomini del Presidente (The West Wing) – serie TV, episodio 2x08 (2000)
- Angel – serie TV, 8 episodi (2000-2001)
- CSI: Miami – serie TV, episodio 1x01 (2002)
- Tutti amano Raymond (Everybody Loves Raymond) – serie TV, episodio 6x16 (2002)
- Senza traccia (Without a Trace) – serie TV, 1 episodio (2003)
- A casa con i tuoi (Married to the Kellys) – serie TV, 21 episodi (2003-2004)
- Malcolm (Malcolm in the Middle) – serie TV, episodio 6x10 (2004)
- Lost – serie TV, 27 episodi (2005-2010)
- Cold Case - Delitti irrisolti (Cold Case) – serie TV, episodio 3x23 (2006)
- Criminal Minds – serie TV, episodio 4x19 (2009)
- Grey's Anatomy – serie TV, episodio 5x15 (2009)
- NCIS - Unità anticrimine (NCIS) – serie TV, episodio 8x02 (2010)
- Hawaii Five-0 – serie TV, episodio 2x13 (2011)
- Justified – serie TV,  9 episodi (2013-2014)
- Castle – serie TV, episodio 6x15 (2014)
- Bones – serie TV, 2 episodi (2014)
- Painkiller – serie TV, 6 episodi (2023)

## Doppiatori italiani
Nelle versioni in italiano delle opere in cui ha recitato, Sam Anderson è stato doppiato da:
- Oliviero Dinelli in Genitori in blue jeans, La signora in giallo (ep. 9x18, 10x09, 11x15), NCIS - Unità anticrimine, Ouija - L'origine del male
- Bruno Alessandro in CSI - Scena del crimine, Come l'acqua per gli elefanti, Justified, Le regole del delitto perfetto
- Ambrogio Colombo ne La signora in giallo (ep. 12x14), Hawaii Five-0, Castle
- Dario Penne in Friends, Memphis Beat, La stirpe del male
- Elio Zamuto in E.R. - Medici in prima linea, X-Files
- Dante Biagioni in Profiler - Intuizioni mortali, CSI: Miami
- Michele Kalamera in Cold Case - Delitti irrisolti, A casa con i tuoi
- Gianni Giuliano in Grey's Anatomy, Station 19
- Oreste Rizzini in Critters 2
- Sergio Di Stefano in Arma non convenzionale
- Sandro Iovino in Forrest Gump
- Romano Ghini in Millennium
- Emilio Cappuccio in Angel
- Diego Reggente in Boston Legal
- Goffredo Matassi in Malcolm
- Antonio Sanna in Lost
- Saverio Moriones in Criminal Minds
- Toni Orlandi in CSI: NY
- Franco Zucca in Leverage - Consulenze illegali
- Vittorio Di Prima in NCIS: Los Angeles
- Mario Brusa in Scandal
- Emidio La Vella in Bones
- Carlo Valli in Painkiller